# Exit Italia
L'associazione Exit Italia è un'associazione aconfessionale, apolitica, riconosciuta organizzazione non lucrativa di utilità sociale dallo Stato italiano e che ha come scopo principale la promozione del diritto all'eutanasia.

## Storia
Fondata nel 1996 come centro studi sull'eutanasia, nel 1997 diviene la prima associazione italiana a promuovere il diritto a tale pratica. Ha sede a Torino. L'associazione fornisce anche informazioni sull'attività svolta dall'associazione svizzera Dignitas per il suicidio assistito, la quale accetta le richieste indipendentemente dalla nazionalità del richiedente. L'associazione Exit Italia, insieme all'associazione Libera Uscita, rappresentano i membri italiani della World Federation of Right to Die Societies.